# Pterobdella jenseni
Pterobdella jenseni är en ringmaskart som först beskrevs av Bennike och Bruun 1939.  Pterobdella jenseni ingår i släktet Pterobdella, och familjen fiskiglar. Arten har ej påträffats i Sverige.